# Kashiba (Nara)
Kashiba (香芝市 Kashiba-shi?) es una ciudad localizada en la prefectura de Nara, Japón. En julio de 2019 tenía una población estimada de 78.357 habitantes y una densidad de población de 3.230 personas por km². Su área total es de 24,26 km².
La ciudad fue fundada el 1 de octubre de 1991.
Se ubica al oeste de la cuenca de Nara y en su relieve se destaca el Monte Nijō, un monte de dos picos que se encuentra en la frontera de las prefecturas de Nara y Osaka.

## Geografía

### Localidades circundantes
- Prefectura de Nara
  - Yamatotakada
  - Katsuragi
  - Ōji
  - Kanmaki
  - Kōryō
- Prefectura de Osaka
  - Habikino
  - Kashiwara
  - Taishi

## Demografía
Según datos del censo japonés, la población de Kashiba ha aumentado en los últimos años.
| Año del censo | Población |
| ------------- | --------- |
| 1995          | 56.739    |
| 2000          | 63.487    |
| 2005          | 70.998    |
| 2010          | 75.227    |
| 2015          | 77.561    |

## Sitios de interés
- Donzurubō
- Kannon-ji
- Santuario Osaka-Yamaguchi